# Salim Theófilo Nacur
Salim Theófilo Nacur foi um político brasileiro do estado de Minas Gerais. Foi deputado estadual em Minas Gerais durante a 5ª legislatura (1963 a 1967) na Assembleia, eleito pelo PTB.